# Gran Premio Industria e Artigianato 2016
Il Gran Premio Industria e Artigianato 2016, quarantanovesima edizione della corsa e trentanovesima con questa denominazione, valevole come evento dell'UCI Europe Tour 2016 e della Coppa Italia 2016, di categoria 1.1, si svolse il 6 marzo 2016 su un percorso totale di 199,2 km. La vittoria fu appannaggio dell'australiano Simon Clarke, che completò il percorso in 4h51'00", precedendo gli italiani Andrea Fedi e Giovanni Visconti.
Sul traguardo di Larciano 74 ciclisti, su 132 partenti dalla medesima località, portarono a termine la competizione.

## Percorso
La corsa si svolge attorno alla città di Larciano, su due anelli stradali ben distinti. Il primo di 22,3 km da ripetere quattro volte privo di asperità significative. Il secondo invece, da ripetere anch'esso per quattro tornate, si snoda sulla distanza di 27,5 km e prevede le quattro ascese del Fornello, per proseguire fino allo scollinamento sul San Baronto e la susseguente discesa verso Lamporecchio. Per raggiungere infine il rettilineo finale dov'è posto lo striscione d'arrivo.

## Squadre e corridori partecipanti
| N.    | Cod. | Squadra            |
| ----- | ---- | ------------------ |
| 1-8   | OGE  | Orica-GreenEDGE    |
| 11-18 | BOA  | Bora-Argon 18      |
| 21-28 | NIP  | Nippo-Vini Fantini |
| 31-38 | AST  | Astana Pro Team    |
| 41-48 | LAM  | Lampre-Merida      |
| 51-58 | IAM  | IAM Cycling        |
| 61-68 | BAR  | Bardiani-CSF       |
| 71-78 | KAT  | Team Katusha       |
| 81-88 | GAZ  | Gazprom-RusVelo    |

| N.      | Cod. | Squadra                     |
| ------- | ---- | --------------------------- |
| 91-98   | TNN  | Team Novo Nordisk           |
| 101-108 | STH  | Southeast-Venezuela         |
| 111-118 | AND  | Androni Giocattoli-Sidermec |
| 121-128 | CJR  | Caja Rural-Seguros RGA      |
| 131-138 | MOV  | Movistar Team               |
| 141-148 | CPT  | Cannondale Pro Cycling Team |
| 151-158 | ITA  | Italia                      |
| 161-168 | VEN  | Venezuela                   |

## Ordine d'arrivo (Top 10)
| Pos. | Corridore            | Squadra       | Tempo    |
| ---- | -------------------- | ------------- | -------- |
| 1    | Simon Clarke         | Cannondale    | 4h39'35" |
| 2    | Andrea Fedi          | Southeast     | a 33"    |
| 3    | Giovanni Visconti    | Movistar Team | s.t.     |
| 4    | Rigoberto Urán       | Cannondale    | s.t.     |
| 5    | Francesco Gavazzi    | Androni       | a 43"    |
| 6    | Ramūnas Navardauskas | Cannondale    | s.t.     |
| 7    | Cesare Benedetti     | Bora-Argon    | s.t.     |
| 8    | Mauro Finetto        | Italia        | s.t.     |
| 9    | Sergio Pardilla      | Caja Rural    | s.t.     |
| 10   | Simone Petilli       | Lampre-Merida | s.t.     |